# Víctor Bravo (militar)
Víctor Bravo (Chilpancingo, Nueva España, 1757 - ibídem, 1844) fue un militar insurgente mexicano que combatió durante la guerra de la Independencia de México.

## Trayectoria
Nació en 1757. Al igual que su hermano Leonardo Bravo, Víctor se sumó al movimiento insurgente con el fin de lograr la independencia de España. Participó bajo las órdenes directas de José María Morelos y a la muerte de este en las filas de Vicente Guerrero, con quién al final logró observar el triunfo del movimiento independentista. Participó en la batalla de Chilpancingo, la batalla de Tixtla y la batalla de Chilapa. Realizó expediciones de vanguardia a Cuernavaca, Cuautla, Amecameca y Chalco. Durante el sitio de Cuautla militó bajo las órdenes de Mariano Matamoros, defendió con éxito la hacienda de Buenavista e intentó suministrar víveres a los insurgentes sitiados. 
En Tamazulápam se reunió con el padre Mendoza y Valerio Trujano, juntos consiguieron levantar un contingente de cuatro mil hombres en la zona de La Mixteca logrando tomar las plazas de Yanhuitlán y San Bartolo. Participó en la ocuapción de Tehuacán, posteriormente realizó campañas en la costa con su hermano Miguel combatiendo a los comandantes realistas Páris, Rionda, Añorve y Cerro.
El 13 de septiembre de 1813 fue nombrado guardián del Congreso de Chilpancingo. Participó en la batalla de Temalaca, durante la lucha recibió el grado de general de brigada, tras la derrota se refugió en Tehuacán temporalmente, regresó a la zona sur en donde siguió combatiendo. Murió en 1844.